# Coppa di Germania di pallamano maschile
La Coppa di Germania di pallamano maschile è una competizione di pallamano per club maschili tedeschi ed è stata fondata nel 1974; essa si svolge a cadenza annuale.
A tutto il 2023 si sono svolte 48 edizioni della coppa; con tredici titoli il THW Kiel è la squadra che detiene il record di successi in questa competizione; alle sue spalle segue il VfL Gummersbach con cinque.
L'attuale squadra campione in carica è il SC Magdeburgo.

## Statistiche

### Albo d'oro
| Edizione    | Vincitore                                                   | Risultato/i                                                 | 2º classificato                                             | Note                                                        |
| ----------- | ----------------------------------------------------------- | ----------------------------------------------------------- | ----------------------------------------------------------- | ----------------------------------------------------------- |
| 1974 - 1975 | Minden                                                      | 15 - 14                                                     | Rintheim                                                    | 1º titolo                                                   |
| 1975 - 1976 | Minden                                                      | 13 - 12                                                     | Dietzenbach                                                 |                                                             |
| 1976 - 1977 | Gummersbach                                                 | 16 - 14                                                     | Hüttenberg                                                  | 1º titolo                                                   |
| 1977 - 1978 | Gummersbach                                                 | 14 - 11                                                     | Hüttenberg                                                  |                                                             |
| 1978 - 1979 | Minden                                                      | 19 - 14                                                     | Kiel                                                        |                                                             |
| 1979 - 1980 | Großwallstadt                                               | 17 - 15                                                     | Nettlestedt Lubecca                                         | 1º titolo                                                   |
| 1980 - 1981 | Nettlestedt Lubecca                                         | Andata: 15 - 19 Ritorno: 22 - 17                            | Günzburg                                                    | 1º titolo                                                   |
| 1981 - 1982 | Gummersbach                                                 | Andata: 18 - 19 Ritorno: 18 - 12                            | Großwallstadt                                               |                                                             |
| 1982 - 1983 | Gummersbach                                                 | Andata: 15 - 14 Ritorno: 23 - 16                            | Essen                                                       |                                                             |
| 1983 - 1984 | Großwallstadt                                               | Andata: 17 - 20 Ritorno: 20 - 14                            | Füchse Reinickendorf                                        |                                                             |
| 1984 - 1985 | Gummersbach                                                 | Andata: 20 - 16 Ritorno: 30 - 19                            | Großwallstadt                                               |                                                             |
| 1985 - 1986 | Schwabing                                                   | Andata: 32 - 29 Ritorno: 16 - 18                            | Gummersbach                                                 | 1º titolo                                                   |
| 1986 - 1987 | Großwallstadt                                               | Andata: 16 - 15 Ritorno: 21 - 22                            | TuRU Düsseldorf                                             |                                                             |
| 1987 - 1988 | Essen                                                       | Andata: 25 - 18 Ritorno: 28 - 21                            | Wallau-Massenheim                                           | 1º titolo                                                   |
| 1988 - 1989 | Großwallstadt                                               | Andata: 21 - 21 Ritorno: 21 - 18                            | Gummersbach                                                 |                                                             |
| 1989 - 1990 | Milbertshofen                                               | Andata: 16 - 12 Ritorno: 17 - 17                            | Kiel                                                        | 1º titolo                                                   |
| 1990 - 1991 | Essen                                                       | Andata: 21 - 16 Ritorno: 17 - 20                            | Niederwürzbach                                              |                                                             |
| 1991 - 1992 | Essen                                                       | Andata: 20 - 19 Ritorno: 19 - 20 5 - 4 (d.t.r)              | Flensburg-Handewitt                                         |                                                             |
| 1992 - 1993 | Wallau-Massenheim                                           | 24 - 21                                                     | Bayer Dormagen                                              | 1º titolo                                                   |
| 1993 - 1994 | Wallau-Massenheim                                           | 17 - 14                                                     | Flensburg-Handewitt                                         |                                                             |
| 1994 - 1995 | Lemgo                                                       | 24 - 18                                                     | TuRU Düsseldorf                                             | 1º titolo                                                   |
| 1995 - 1996 | Magdeburgo                                                  | 20 - 18                                                     | Essen                                                       | 1º titolo                                                   |
| 1996 - 1997 | Lemgo                                                       | 28 - 23                                                     | TuRU Düsseldorf                                             |                                                             |
| 1997 - 1998 | Kiel                                                        | 30 - 15                                                     | Niederwürzbach                                              | 1º titolo                                                   |
| 1998 - 1999 | Kiel                                                        | 28 - 19                                                     | Lemgo                                                       |                                                             |
| 1999 - 2000 | Kiel                                                        | 26 - 25 (d.t.s.)                                            | Flensburg-Handewitt                                         |                                                             |
| 2000 - 2001 | Bad Schwartau                                               | 26 - 22                                                     | Wetzlar                                                     | 1º titolo                                                   |
| 2001 - 2002 | Lemgo                                                       | 25 - 23                                                     | Magdeburgo                                                  |                                                             |
| 2002 - 2003 | Flensburg-Handewitt                                         | 31 - 30 (d.t.s.)                                            | Essen                                                       | 1º titolo                                                   |
| 2003 - 2004 | Flensburg-Handewitt                                         | 29 - 23                                                     | Amburgo                                                     |                                                             |
| 2004 - 2005 | Flensburg-Handewitt                                         | 33 - 31                                                     | Kiel                                                        |                                                             |
| 2005 - 2006 | Amburgo                                                     | 26 - 25                                                     | Rhein-Neckar Löwen                                          | 1º titolo                                                   |
| 2006 - 2007 | Kiel                                                        | 33 - 31                                                     | Rhein-Neckar Löwen                                          |                                                             |
| 2007 - 2008 | Kiel                                                        | 32 - 29                                                     | Amburgo                                                     |                                                             |
| 2008 - 2009 | Kiel                                                        | 30 - 24                                                     | Gummersbach                                                 |                                                             |
| 2009 - 2010 | Amburgo                                                     | 34 - 33 (d.t.s.)                                            | Rhein-Neckar Löwen                                          |                                                             |
| 2010 - 2011 | Kiel                                                        | 30 - 24                                                     | Flensburg-Handewitt                                         |                                                             |
| 2011 - 2012 | Kiel                                                        | 33 - 31                                                     | Flensburg-Handewitt                                         |                                                             |
| 2012 - 2013 | Kiel                                                        | 33 - 30                                                     | Flensburg-Handewitt                                         |                                                             |
| 2013 - 2014 | Füchse Berlino                                              | 22 - 21                                                     | Flensburg-Handewitt                                         | 1º titolo                                                   |
| 2014 - 2015 | Flensburg-Handewitt                                         | 32 - 31 (d.t.r.)                                            | Magdeburgo                                                  |                                                             |
| 2015 - 2016 | Magdeburgo                                                  | 32 - 30                                                     | Flensburg-Handewitt                                         |                                                             |
| 2016 - 2017 | Kiel                                                        | 29 - 23                                                     | Flensburg-Handewitt                                         | 10º titolo                                                  |
| 2017 - 2018 | Rhein-Neckar Löwen                                          | 30 - 26                                                     | Hannover-Burgdorf                                           | 1º titolo                                                   |
| 2018 - 2019 | Kiel                                                        | 28 - 24                                                     | Magdeburgo                                                  |                                                             |
| 2019 - 2020 | Lemgo                                                       | 28 - 24                                                     | Melsungen                                                   |                                                             |
| 2020 - 2021 | n/a - annullato a causa di pandemia di COVID-19 in Germania | n/a - annullato a causa di pandemia di COVID-19 in Germania | n/a - annullato a causa di pandemia di COVID-19 in Germania | n/a - annullato a causa di pandemia di COVID-19 in Germania |
| 2021 - 2022 | Kiel                                                        | 28 – 21                                                     | Magdeburgo                                                  |                                                             |
| 2022 - 2023 | Rhein-Neckar Löwen                                          | 36 - 34 (d.t.r.)                                            | Magdeburgo                                                  |                                                             |
| 2023 - 2024 | Magdeburgo                                                  | 30 - 19                                                     | Melsungen                                                   |                                                             |
| 2024 - 2025 | Kiel                                                        | 28 - 23                                                     | Melsungen                                                   |                                                             |

### Riepilogo vittorie per club
| Numero | Club                | Anni |
| ------ | ------------------- | --- |
| 13     | Kiel                | 1997-98, 1998-99, 1999-00, 2006-07, 2007-08, 2008-09, 2010-11, 2011-12, 2012-13, 2016-17, 2018-19, 2021-22, 2024-25 |
| 5      | Gummersbach         | 1976-77, 1977-78, 1981-82, 1982-83, 1984-85                                                                         |
| 4      | Lemgo               | 1994-95, 1996-97, 2001-02, 2019-20                                                                                  |
| 4      | Flensburg-Handewitt | 2002-03, 2003-04, 2004-05, 2014-15                                                                                  |
| 4      | Großwallstadt       | 1979-80, 1983-84, 1986-87, 1988-89                                                                                  |
| 3      | Magdeburgo          | 1995-96, 2015-16, 2023-24                                                                                           |
| 3      | Essen               | 1987-88, 1990-91, 1991-92                                                                                           |
| 3      | Minden              | 1974-75, 1975-76, 1978-79                                                                                           |
| 2      | Rhein-Neckar Löwen  | 2017-18, 2022-23 |
| 2      | Amburgo             | 2005-06, 2009-10 |
| 2      | Wallau-Massenheim   | 1992-93, 1993-94 |
| 1      | Füchse Berlino      | 2013-14 |
| 1      | Bad Schwartau       | 2000-01 |
| 1      | Milbertshofen       | 1989-90 |
| 1      | Schwabing           | 1985-86 |
| 1      | Nettlestedt Lubecca | 1980-81 |